# Tälligrattunnel
Der Tälligrattunnel ist ein Stollen, der in den 1980er Jahren für die Wasserversorgung der Aletschregion im Kanton Wallis, u. a. der Riederalp gebaut wurde. Der Tunnel unterquert den Tälligrat (2615 m), einen Ausläufer des Eggishorns. Der nordwestliche Eingang des Tunnels liegt im Märjelental in einer Höhe von 2347 Metern. Hier breitete sich ursprünglich der Märjelensee aus, der imposanteste Gletscherrandsee der Alpen.

## Geschichte
Das Hochplateau Riederalp und die Südhänge der Aletschregion sind sehr niederschlagsarm. Vor Jahrhunderten führten auch hier die Bauern unter grossem Aufwand Wässerwasser von den Gletschern auf ihre Wiesen. Für die Bewohner lieferten Quellen spärlich Trinkwasser. Sie holten es jeweils am offenen Brunnen. In den 1940er Jahren konnte mit dem Bau des Riederhorntunnels das Bewässerungsproblem für die unteren Gebiete gelöst werden. Auf dem Hochplateau Riederalp aber versiegten Quellen und das Trinkwasser wurde immer knapper, was u. a. einen Baustopp bedingte. Nach Notlösungen gründeten die Gemeinden Martisberg, Goppisberg, Greich, Ried-Mörel und Bitsch einen Zweckverband und realisierten in den 80er Jahren das Märjelenprojekt, dessen Herzstück ein Stausee mit 500 Mio. m³ Wasser ist. Der Bau des Dammes erforderte den Ausbruch des 1000 m langen, mit schweren Baumaschinen befahrbaren Tälligrat-Stollens. Das Werk wurde 1988 vollendet und seither fliesst das kostbare Nass durch den Tunnel auf die Südseite und weiter zu den Verbrauchern. Der Tunnel verkürzt den Weg der Transportleitung vom Stausee über die verlassene Alp «Obers Tälli» nach Fiescheralp um eine gute Wegstunde und gewährleistet zudem einen wintersicheren Zugang zum Märjelental. Mitten im Tunnel steht in einer Nische ein Marienaltar. Das Gemeinschaftswerk versorgt die höher gelegenen Gebiete der erwähnten Gemeinden ganzjährig ausreichend mit Bewässerungs- und Trinkwasser. Inzwischen haben Goppisberg, Greich und Ried-Mörel zur Gemeinde Riederalp fusioniert (2003) und auch Bettmeralp ist dem Verband beigetreten. Wenige Jahre nach der Inbetriebnahme wurde der Tunnel für Wanderer freigegeben und mittlerweile ist er auch mit Solarstrom beleuchtet. 
Der Tälligrattunnel ist nicht der erste und einzige Tunnel im Gebiet Märjelen. Der Gletscherrandsee, der 1878 bei seinem Höchststand 10,7 Mio. m³ Wasser fasste, brach immer wieder aus und richtete im Rhonetal grosse Schäden an. Diese Ausbrüche fanden den Niederschlag in der Sage vom Rollibock. Um die verheerenden Überschwemmungen in der Talebene zu verhindern, liess der Staatsrat gegen den Willen der Fieschertaler einen 3,80 m tiefen und 80 m langen Graben Richtung Fieschertal ausheben (1828/29). Weil dieser einbrach oder bewusst zugeschüttet wurde, löste er das Problem nur teilweise und wurde (1889–1894) durch einen Entlastungsstollen von 550 m ersetzt Infolge des Gletscherrückganges erfüllte er seinen Zweck nur einmal im Jahr 1896.

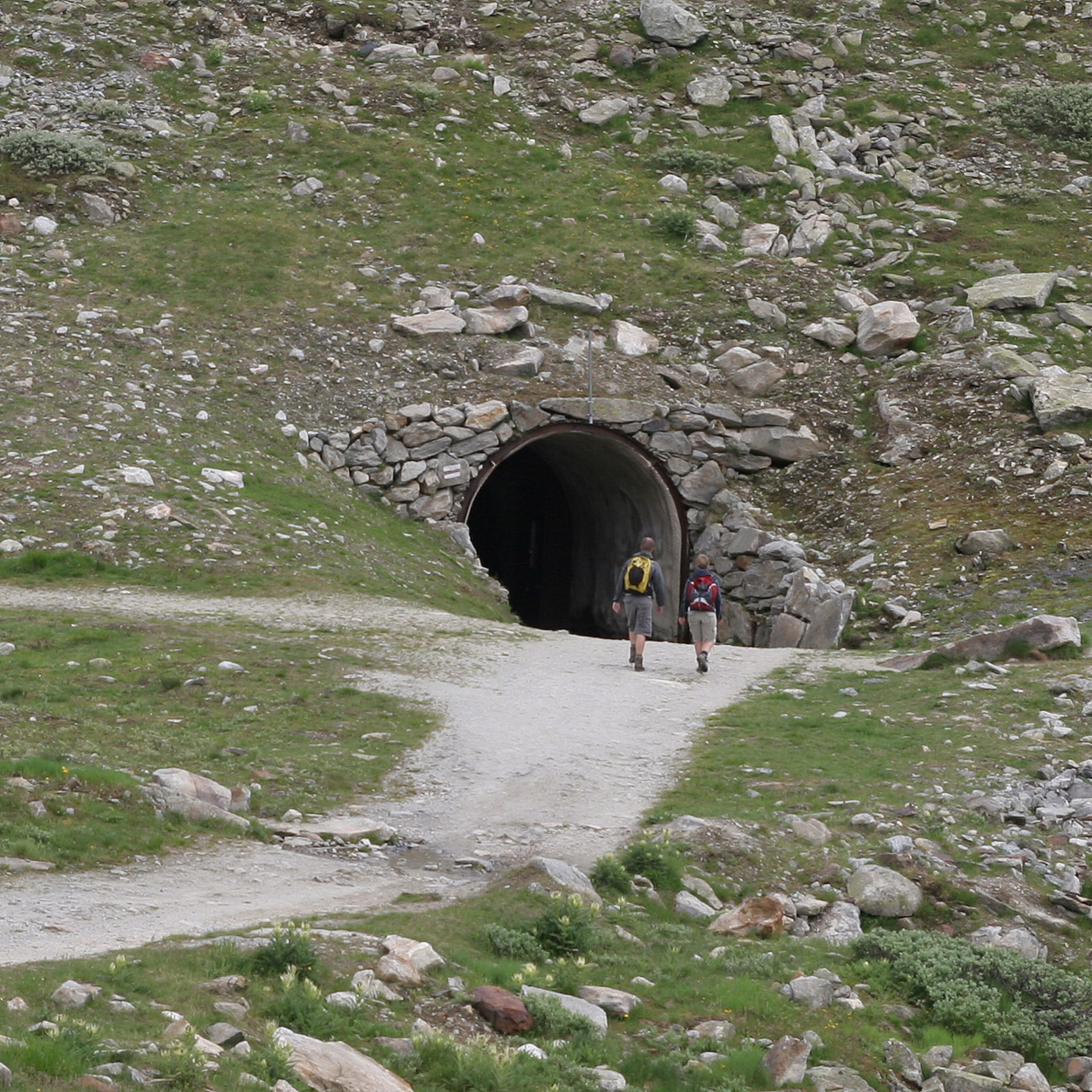
Der westliche Eingang
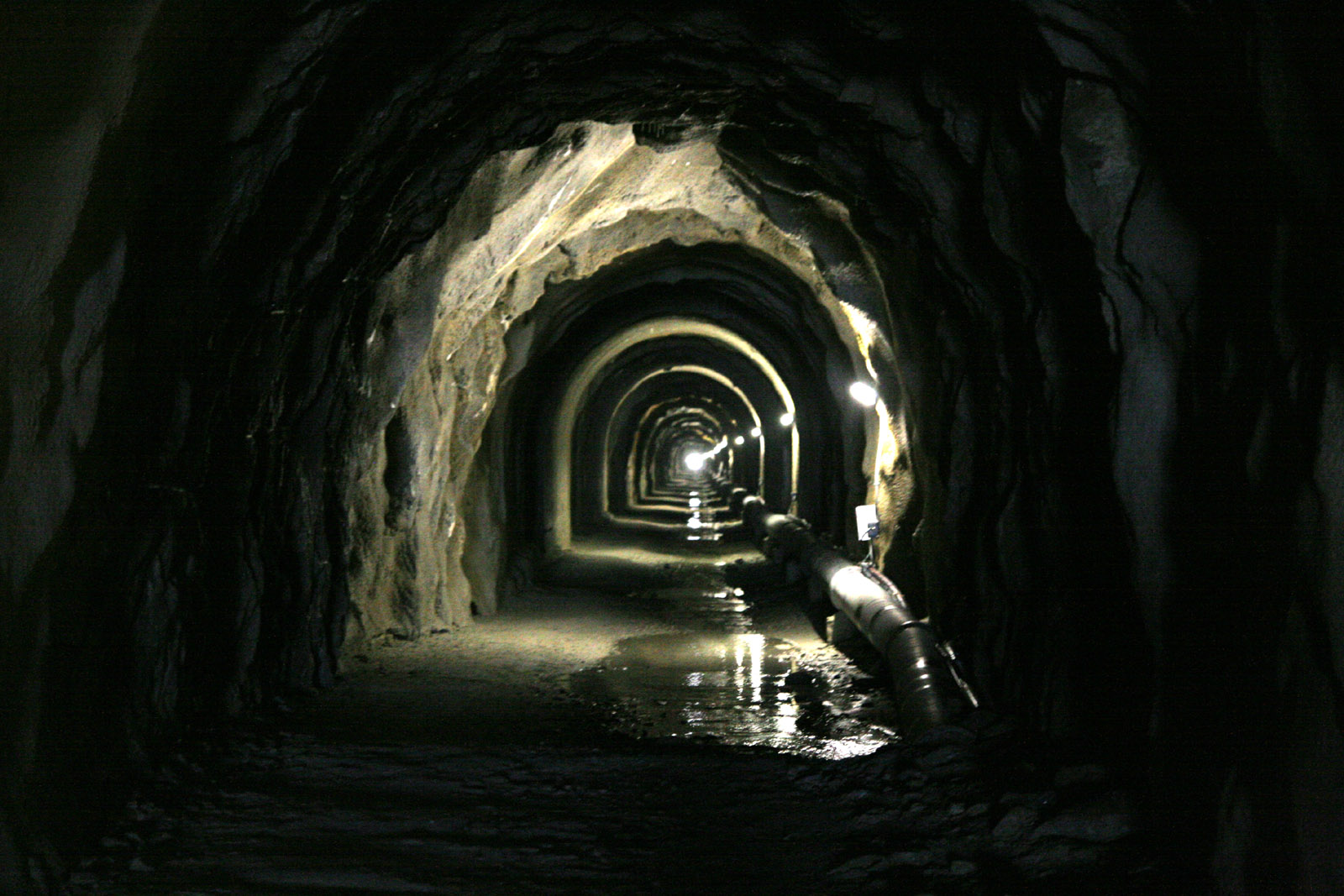
Im Tunnel
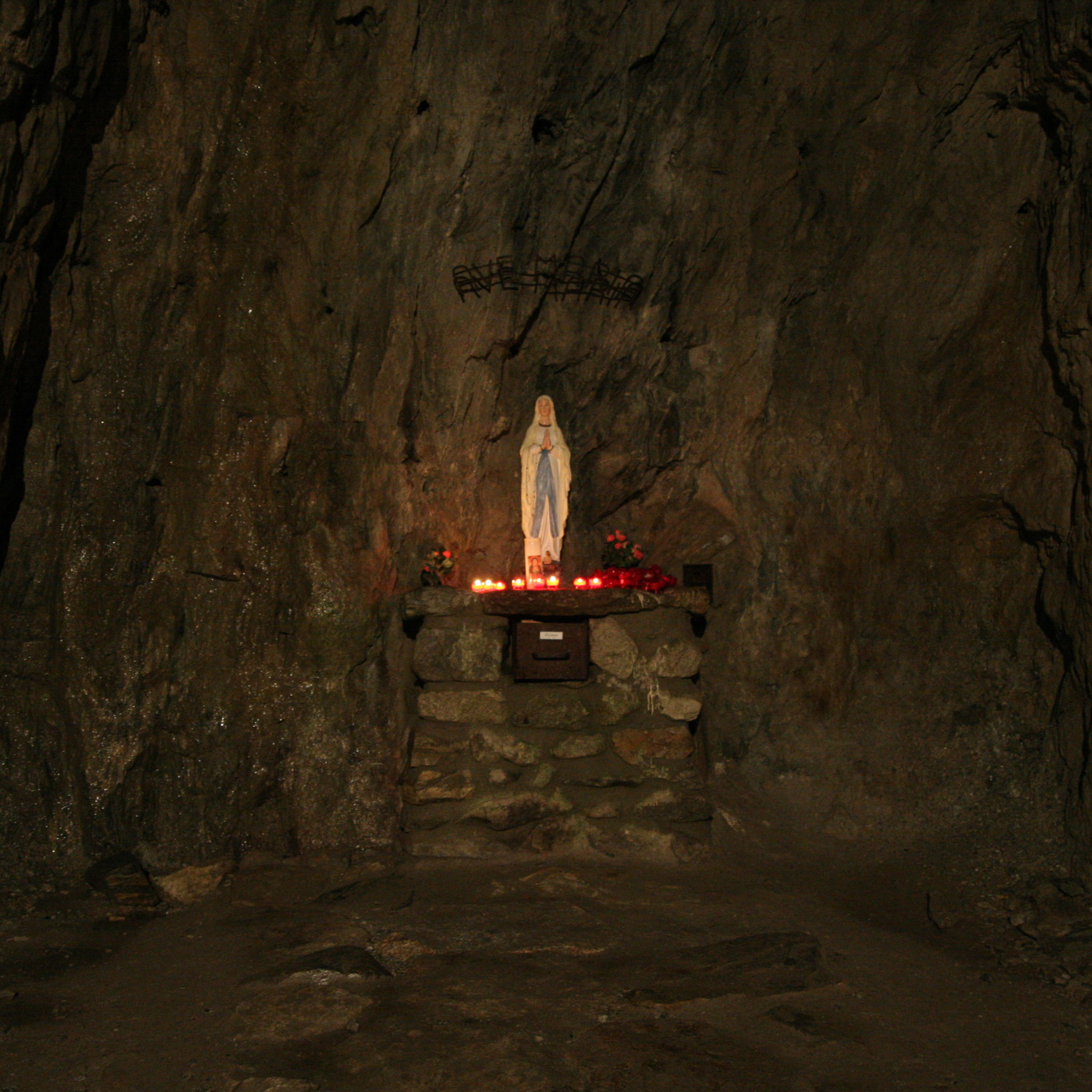
Marienaltar im Tunnel